# هاري دبليو. فرازير
هاري دبليو. فرازير (بالإنجليزية: Harry W. Fraser)‏ هو نقابي أمريكي، ولد في 7 يونيو 1884 في توبيكا في الولايات المتحدة، وتوفي في 13 مايو 1950 في شيكاغو في الولايات المتحدة بسبب نوبة قلبية.